# أتلتيكو باراناينسي
نادي باراناينسي الرياضي (بالبرتغالية: Clube Atlético Paranaense‏) المعروف باسم أتلتيكو باراناينسي هو نادٍ رياضي برازيلي لكرة القدم، أسس بتاريخ 26 مايو 1924م.

## إنجازاته
حصل نادي أتلتيكو باراناينسي على بطولة الدوري البرازيلي الدرجة الأولى مرة واحدة عام 2001، وحصل على بطولة الدوري البرازيلي الدرجة الثانية مرة واحدة عام 1995، كما حصل أتلتيكو باراناينسي على الوصافة ببطولة ليبيرتادوريس عام 2005. وتوّج النادي بطلاً لكأس كوبا سود أمريكانا في 2018 و2021.

## الشعار

شعار النادي حتى عام 2018
شعار النادي الحالي

## وصلات خارجية
- Official Site (بالبرتغالية) (بالإنجليزية) (بالألمانية)

- Unofficial Site (بالبرتغالية)
- Torcida Organized OS FANATICOS Official (بالبرتغالية)
- Torcida Organized ULTRAS Official (بالبرتغالية)